# Prix littéraires 1957
Liste des prix littéraires décernés au cours de l'année 1957 :

## Prix internationaux
- Prix Nobel de littérature : Albert Camus  France[1]

## Allemagne
- Prix Georg-Büchner : Erich Kästner[2]

## Belgique
- Prix Victor-Rossel : Edmond Kinds pour Les Ornières de l'été

## Canada
- Prix littéraires du Gouverneur général 1957 :
  - Catégorie « Romans et nouvelles de langue anglaise » : Gabrielle Roy pour Street of Riches (traduction en anglais de Rue Deschambault)
  - Catégorie « Poésie ou théâtre de langue anglaise » : Jay Macpherson pour The Boatman
  - Catégorie « Études et essais de langue anglaise » : Bruce Hutchison pour Canada: Tomorrow's Giant et Thomas H. Raddall pour The Path of Destiny

## Chili
- Prix national de littérature : Manuel Rojas (1896-1973), romancier ;

## Corée du Sud
- Prix Dong-in : Sunwoo Hwi pour Bulkkot
- Prix de littérature contemporaine (Hyundae Munhak) : 
  - Catégorie « Poésie » : Park Jaesam pour L'Esprit de Chunhyang
  - Catégorie « Roman » : Kim Gwang-sik
  - Catégorie « Critique » : Choi Ilsu pour Les Caractéristiques fondamentales de la littérature moderne

## Danemark
- Prix Hans Christian Andersen : non attribué

## Espagne
- Prix Nadal : Carmen Martín Gaite, pour Entre visillos
- Prix Planeta : Emilio Romero, pour La paz empieza nunca
- Prix national de Narration : Alejandro Núñez Alonso (es) (1905-1982), pour El lazo de púrpura
- Prix national de poésie : José García Nieto (2e), pour Geografía es amor
- Prix Adonáis de Poésie : Carlos Sahagún (es), pour Profecías del agua

## États-Unis
- National Book Award : 
  - Catégorie « Fiction » : Wright Morris pour The Field of Vision
  - Catégorie « Essais » : George F. Kennan pour Russia Leaves the War
  - Catégorie « Poésie » : Richard Wilbur pour Things of This World
- Prix Hugo : aucune œuvre n'a été récompensée
- Prix Pulitzer :
  - Catégorie « Fiction » : non attribué
  - Catégorie « Biographie et Autobiographie » : John F. Kennedy pour Profiles in Courage (Portraits d'hommes courageux)
  - Catégorie « Histoire » : George F. Kennan pour Russia Leaves the War
  - Catégorie « Poésie » : Richard Wilbur pour Things of This World
  - Catégorie « Théâtre » : Eugene O'Neill pour Long Day's Journey Into Night (Le Long Voyage vers la nuit)

## Finlande
- Prix Aleksis-Kivi : Lauri Pohjanpää
- Prix Kalevi-Jäntti : non décerné
- Prix Eino-Leino : Helvi Juvonen
- Prix national de littérature : Eeva-Liisa Manner pour Tämä matka
- Prix littéraire de la ville de Tampere : Mirkka Rekola pour Tunnit
- Prix Tollander : Åke Granlund
- Prix Rudolf-Koivu : Heljä Lahtinen pour Contes et histoires populaires finlandais de Eero Salmelainen
- Prix Topelius : Aale Tynni pour Les secrets de Heikki
- Prix d'écriture Juhana-Heikki-Erkko : Kalevi Ahoniemi

## France
- Prix Goncourt : Roger Vailland pour La Loi (Gallimard)
- Prix Renaudot : Michel Butor pour La Modification (Minuit)
- Prix Femina : Christian Mégret pour Le Carrefour des solitudes (Julliard)
- Prix Interallié : Paul Guimard pour Rue du Havre (Denoël)
- Grand prix du roman de l'Académie française : Jacques de Bourbon Busset pour Le Silence et la Joie (Gallimard)
- Prix des libraires : Françoise Mallet-Joris pour Les Mensonges (Julliard)
- Prix des Deux Magots : Willy de Spens pour Grain de beauté (Paris-Montrouge)
- Prix du Quai des Orfèvres : Louis C. Thomas pour Poison d'Avril
- Prix du roman populiste : Jean Anglade pour L'Immeuble Taub

## Italie
- Prix Strega : Elsa Morante pour L'isola di Arturo (Garzanti), traduit en français sous le titre L'Île d'Arturo
- Prix Bagutta : Pier Angelo Soldini (it), Sole e bandiere, (Ceschina)
- Prix Napoli : non attribué
- Prix Viareggio : Italo Calvino, Il barone rampante et Pier Paolo Pasolini, Le ceneri di Gramsci

## Monaco
- Prix Prince-Pierre-de-Monaco : Hervé Bazin[3],[4]

## Royaume-Uni
- Prix James Tait Black :
  - Fiction : Anthony Powell pour At Lady Molly's (Chez Lady Molly)
  - Biographie : Maurice Cranston pour Life of John Locke
- Prix John-Llewellyn-Rhys : Ruskin Bond pour The Room on the Roof
- Médaille Carnegie : William Mayne pour A Grass Rope [5]
- Prix Rose-Mary-Crawshay : Jane Elizabeth Norton pour Gibbon's Letters
- Prix Somerset-Maugham : George Lamming pour In the Castle of My Skin